# هربرت كلايد لويس
هربرت كلايد لويس (بالإنجليزية: Herbert Clyde Lewis)‏ (15 أغسطس 1909، نيويورك في الولايات المتحدة - 17 أكتوبر 1950، نيويورك في الولايات المتحدة)؛ كاتب سيناريو، كاتب، صحفي وروائي أمريكي.

## روابط خارجية
- هربرت كلايد لويس على موقع IMDb (الإنجليزية)
- هربرت كلايد لويس على موقع أول موفي (الإنجليزية)
- هربرت كلايد لويس على موقع قاعدة بيانات الفيلم (الإنجليزية)
- هربرت كلايد لويس على موقع كينوبويسك (الروسية)